# Discografia lui Colbie Caillat
Discografia lui Colbie Caillat se compune din două albume de studio, șase discuri single, șase videoclipuri și două discuri promoționale.
Caillat a devenit cunoscută prin intermediul paginii sale de pe website-ul My Space, unde solista posta diverse interpretări. După ce a obținut un contract de promovare, cântăreața a lansat înregistrarea „Bubbly”, care a devenit în scurt timp un șlagăr la nivel mondial, fiind comercializat în peste 2,6 milioane de exemplare doar în țara natală a muzicienei. Albumul de debut al artistei, intitulat Coco, a fost lansat în vara anului 2007, primind un dublu disc de platină în Statele Unite ale Americii. Următoarele discuri single — „Realize” și „The Little Things” — au crescut popularitatea materialului de proveniență, ajutându-l să rămână în clasamentele de specialitate pentru mai multe săptămâni consecutive.
Cel de-al doilea album de studio al lui Caillat, Breakthrough, a fost lansat în august 2009, urmând să ocupe locul 1 în ierarhia Billboard 200 la doar șapte zile de la startul comercializării. Materialul a fost precedat de promovarea șlagărului „Fallin' for You”, care s-a bucurat de numeroase aprecierii și de vânzări ridicate. Pentru a crește notorietatea discului Breakthrough, solista a început un turneu de promovare.

## Albume de studio
| An   | Informații                                                                           | Clasări | Clasări    | Clasări | Clasări | Clasări | Clasări | Clasări | Clasări | Clasări | Clasări | Clasări | Clasări | Clasări | Clasări | Clasări |
| An   | Informații                                                                           | S.U.A.  | S.U.A Rock | CAN     | ELV     | GER     | AUT     | FRA     | FLA     | VAL     | OLA     | POR     | NZL     | EU      | UWC     |         |
| ---- | ------------------------------------------------------------------------------------ | ------- | ---------- | ------- | ------- | ------- | ------- | ------- | ------- | ------- | ------- | ------- | ------- | ------- | ------- | ------- |
| 2007 | Coco - Primul album de studio - Lansat: 17 iulie 2007 - Vânzări: 3 milioane          | 5       | 1          | 12      | 23      | 15      | 26      | 15      | 22      | 27      | 11      | 12      | 12      | 51      | 20      |         |
| 2009 | Breakthrough - Al doilea album de studio - Lansat: 25 august 2009 - Vânzări: 400.000 | 1       | 1          | 5       | 10      | 9       | 10      | 23      | 37      | 41      | 11      | 24      | 31      | 17      | 3       |         |

## Discuri single
| 2007                 | „Bubbly”                              | 5   | 1  | 2  | 10 | 11 | 6  | 2  | 9  | 3  | 1  | 6  | 3  | 28  | 3  | Coco                                |
| 2008                 | „Realize”                             | 20  | 8  | 37 | —  | —  | —  | —  | —  | 61 | —  | 67 | 35 | —   | 35 | Coco                                |
| 2008                 | „The Little Things”                   | 107 | —  | —  | 51 | —  | 60 | 58 | 45 | 41 | —  | 24 | —  | 133 | —  | Coco                                |
| 2009                 | „Fallin' for You”                     | 12  | 1  | 28 | 16 | 21 | 13 | 62 | 58 | 62 | 51 | 25 | 13 | 26  | 21 | Breakthrough                        |
| 2010                 | „I Never Told You”                    | 48  | 11 | —  | —  | —  | —  | —  | —  | —  | —  | —  | —  | —   | —  | Breakthrough                        |
| 2011                 | „I Do”                                | 23  | 29 | —  | 33 | —  | 30 | 64 | 58 | —  | —  | —  | —  | 52  | 37 | All of You                          |
| 2011                 | „Brighter Than the Sun”               | 73  | —  | —  | —  | —  | —  | —  | —  | —  | —  | —  | —  | —   | —  | All of You                          |
| Discuri promoționale |                                       |     |    |    |    |    |    |    |    |    |    |    |    |     |    |                                     |
| 2007                 | „Mistletoe”                           | 75  | 7  | 56 | —  | —  | —  | —  | —  | —  | —  | —  | —  | —   | —  | —                                   |
| 2008                 | „Somethin' Special”                   | 98  | —  | —  | —  | —  | —  | —  | —  | —  | —  | —  | —  | —   | —  | Coco                                |
| Colaborări           |                                       |     |    |    |    |    |    |    |    |    |    |    |    |     |    |                                     |
| 2008                 | „You” (în colaborare cu Schiller)     | —   | —  | —  | 19 | —  | 64 | —  | —  | —  | —  | —  | —  | 100 | —  | Sehnsucht                           |
| 2009                 | „Lucky” (în colaborare cu Jason Mraz) | 48  | 10 | 56 | 22 | 21 | 44 | 45 | 12 | 10 | 62 | 26 | 1  | 34  | 40 | We Sing. We Dance. We Steal Things. |